# موسز گومبرگ
موسز گومبرگ (انگلیسی: Moses Gomberg؛ زاده ۸ فوریهٔ ۱۸۶۶ درگذشته ۱۲ فوریهٔ ۱۹۴۷ (۸۱ سال)) یک دانشمند در زمینه شیمی اهل ایالات متحده آمریکا بود.